# 阿拉伯裔印尼人
阿拉伯裔印尼人，是指有印尼公民權的阿拉伯人和他們的後裔，他們多是來自也門的哈德拉米人。直到1919年受限於荷屬東印度的法律前，他們族群中的精英因投資土地和貿易成為印尼最有錢的社團。他們差不多全是穆斯林，多數生活在爪哇。他們人口是387,254人，而有阿拉伯人血統的印尼人則有5000000人。

## 歷史
阿拉伯人和印尼之間的接觸很早，在前伊斯蘭時代已有波斯灣的阿拉伯商人到印尼購買香料，但阿拉伯人在當地建立王國則在15世紀。
多數阿拉伯裔印尼人是哈德拉米人，但亦有來自阿曼、卡塔爾、巴林和科威特等波斯灣的阿拉伯人。他們被荷蘭殖民者犒為外國東方人，這導致他們無法入讀某些學校和旅行限制，並居住特殊的阿拉伯地區，荷蘭政府在各區指定的一些阿拉伯人頭人，作為聯絡人和帶動社區，這些法律在1919年被廢除。而來自其他國家的一些阿拉伯人在荷蘭殖民統治期間也來到了印度尼西亞。
他們的社會精英們開始通過貿易和收購房地產建立超經濟實力，他們購買大量巴達維亞和新加坡和馬來群島的房地產和通過慈善工作，他們建立並保護了他們的社會資本；最終，一些阿拉伯裔印尼人加入了荷屬東印度的議會。

## 辨別
第一代的阿拉伯裔移民多稱為托托克，即純血的外國人，第二代的阿拉伯人則多有當地人的血統。
由於資訊不足，很多印尼學者也誤以為阿拉伯裔印尼人也是瓦哈比主義者，因一些激進伊斯蘭組織如伊斯蘭祈禱團和伊斯兰捍卫者阵线也是由阿拉伯裔印尼人建立。

## 賽義德
很多哈德拉米人是賽義德，即穆罕默德的外孫子侯赛因·本·阿里的子孙，普通穆斯林不能和賽義德的女兒結婚，但賽義德的男子不受限制，因阿拉伯人人只承認父系血統。

## 分布
大多數阿拉伯裔印尼人生活在爪哇，主要是西爪哇省和東爪哇省和馬都拉島，在蘇門答臘也有數目可觀的阿拉伯人生活（主要是巨港、西蘇門答臘省和亞齊省）。在1870年的人口普查中共有12412個阿拉伯裔印尼人，1900年，阿拉伯人人口總數是27399人，於1920年是44902人，1930年是71335人。

## 宗教
阿拉伯裔印尼人幾乎全是穆斯林，根據2000年的人口普查，阿拉伯裔印尼人的98.27％是穆斯林。他們多數生活在清真寺附近，多數是遜尼派，遵循伊斯蘭教法的沙菲儀派，孩子一般都送伊斯蘭學校，少數人是什葉派。
他們在信仰實踐上多數比一般印尼人正統。